# Епархия Умуарамы
Епархия Умуарамы (лат. Dioecesis Umuaramensis) — епархия Римско-католической церкви c центром в городе Умуарама, Бразилия. Епархия Умуарамы входит в митрополию Маринги. Кафедральным собором епархии Умуарамы является собор Святого Духа.

## История
26 мая 1973 года Римский папа Павел VI выпустил буллу Apostolico officio, которой учредил епархию Умуарамы, выделив её из епархии Кампу-Морана. В этот же день епархия Умуарамы вошла в митрополию Лондрины.
16 октября 1979 года епархия Умуарамы вошла в митрополию Маринги.

## Ординарии епархии
- епископ José Maria Maimone (12.06.1973 — 8.05.2002);
- епископ Vicente Costa (9.10.2002 — 30.12.2009) — назначен епископом Жундиаи;
- епископ João Mamede Filho (24.11.2010 — по настоящее время).

## Источник
- Annuario Pontificio, Ватикан, 2007